# Цькування звірів на арені

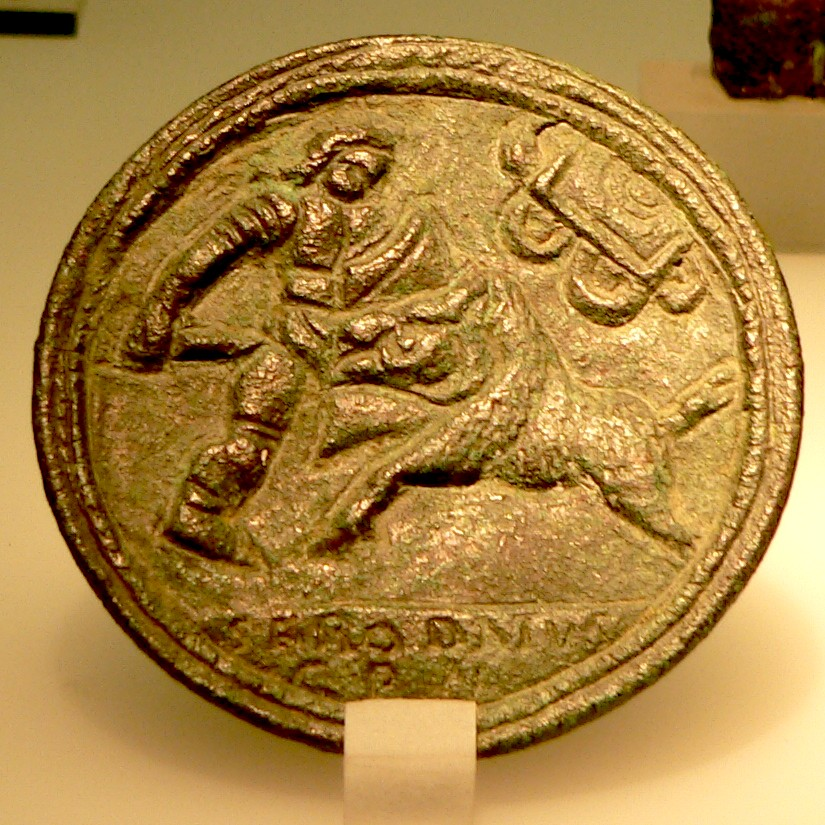
Бронзовий медальйон, на якому зображено бій людини з дикою твариною (Венац)

Цькування звірів (венаціо, лат. venatio «полювання», мн.ч. venationes) — давньоримська кривава забава, яка полягала в цькуванні і вбивання заздалегідь спійманих диких, часто екзотичних тварин на аренах амфітеатрів і в інших громадських місцях, повністю або частково для цього придатних.

## Історична перспектива
Дикі екзотичні тварини з далеких куточків Римської Імперії звозилися в Рим з метою влаштування показового цькування з їх участю. Цькування тварин зазвичай відбувалося вранці, перед головними розважальними заходами — гладіаторськими боями, які проводилися в полуденний час. Спочатку цькування звірів проводилось на Римському форумі, Септ Юлія і Великому цирку, хоча жодне з цих громадських місць не було належним чином обладнане для захисту глядачів від тварин. З цієї причини робилися особливі заходи для запобігання втечі звірів і нападу їх на глядачів — встановлювалися бар'єри і викопувалися рови. В ході одного дня видовищ могли вбити до декількох тисяч тварин. Так, під час святкувань з приводу відкриття Колізею (який, на відміну від раніше згаданих місць проведення цькування, був спочатку обладнаний в тому числі і для проведення даних заходів) було вбито понад 9000 звірів .
Як показали археологічні розкопки, цькування звірів проводилось не тільки в Римі, але і в столицях провінцій, наприклад в Йорку.

## Організація видовищ
Більшість тварин, але далеко не всі, мали лютими норов. До неповного списоку тварин, що були учасниками цькування, входили леви, слони, ведмеді, олені, дикі козли, собаки і навіть кролики. Зрідка виступавші в венеціо тварини призначалися не для швидкого вбивства, і в цьому випадку їх могли навчати виконанню певних трюків.
Особливо популярним була поява левів, які славляться своєю жорстокістю. Гай Юлій Цезар використовував в цих цілях 400 левів, привезених в основному з Північної Африки і Сирії, що додавало виставам особливої помпи. Дійсно, привіз рідкісних видів тварин з віддалених куточків імперії був одночасно способом демонстрації населенню багатства і сили володаря, а з іншого боку — методом розваги того ж населення, яке інакше не змогло б побачити подібних дивовижних звірів.
В якості супротивникі тварин виступали так звані бестіарії (лат. bestiarii однини лат. bestiarius). Бестіарії ділилися на дві категорії — професійні бійці, що билися за винагороду або славу, і засуджені до смерті злочинці. Перших в сучасних джерелах іноді помилково називають гладіаторами, хоча термін «гладіатор» в той час мав на увазі б'ється тільки з людьми. У випадку з професійними бійцями, бій, будучи по суті постановочним, в переважній більшості випадків закінчувалося загибеллю тварини, в той час як у випадку з засудженими до смерті злочинцями, яких випускали на арену без озброєння, обладунків і навіть одягу, результат сутички був прямо протилежним — власне, така форма страти називалася damnatio ad bestias («засудження звірам»). Нерідко одна тварина розправлялась з декількома поспіль засудженими до смерті. Так, наприклад, Цицерон згадує про випадок, в якому один лев убив 200 бестіаріїв. Венаціо зазвичай починалося з виступу професійних бійців і закінчувалося стратами засуджених до смерті. Під час страт правилом хорошого тону серед найшанованіших осіб було віддалятися з амфітеатру на полуденну трапезу.

## Вплив на навколишнє середовище
Велика популярність цькування звірів і нестримне прагнення правителів до все більш помпезних видовищ імовірно стали однією з причин повного або майже повного зникнення кількох видів тварин, наприклад північноафриканських слонів і Атлаських ведмедів .